# NGC 6095
NGC 6095 es una galaxia elíptica (E-S0) localizada en la dirección de la constelación de Draco. Posee una declinación de +61° 16' 05" y una ascensión recta de 16 horas, 11 minutos y 11,0 segundos.
La galaxia NGC 6095 fue descubierta el 27 de mayo de 1886 por Lewis A. Swift.